# Gos pària

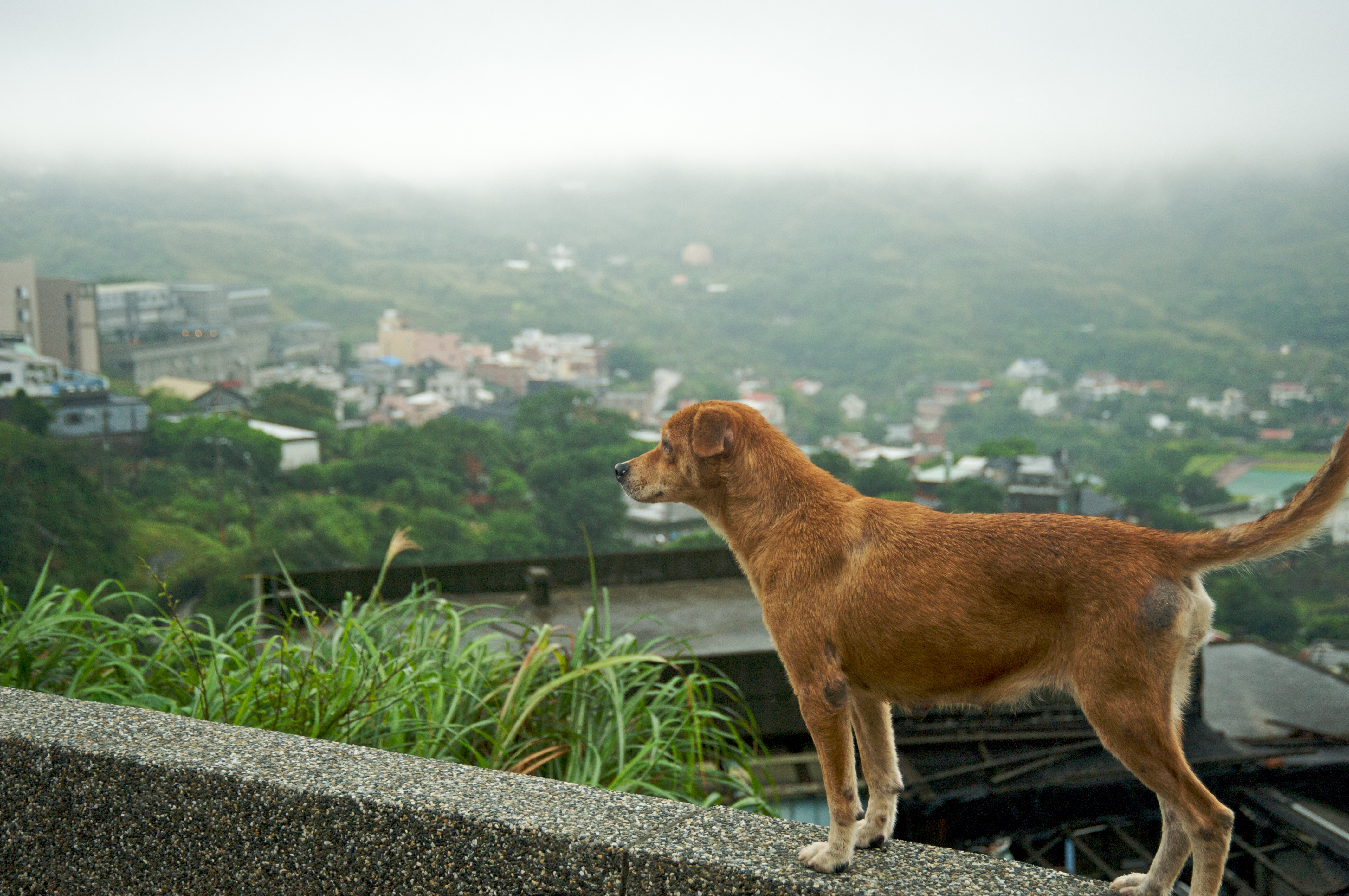
Un exemplar de gos pària a Taiwan

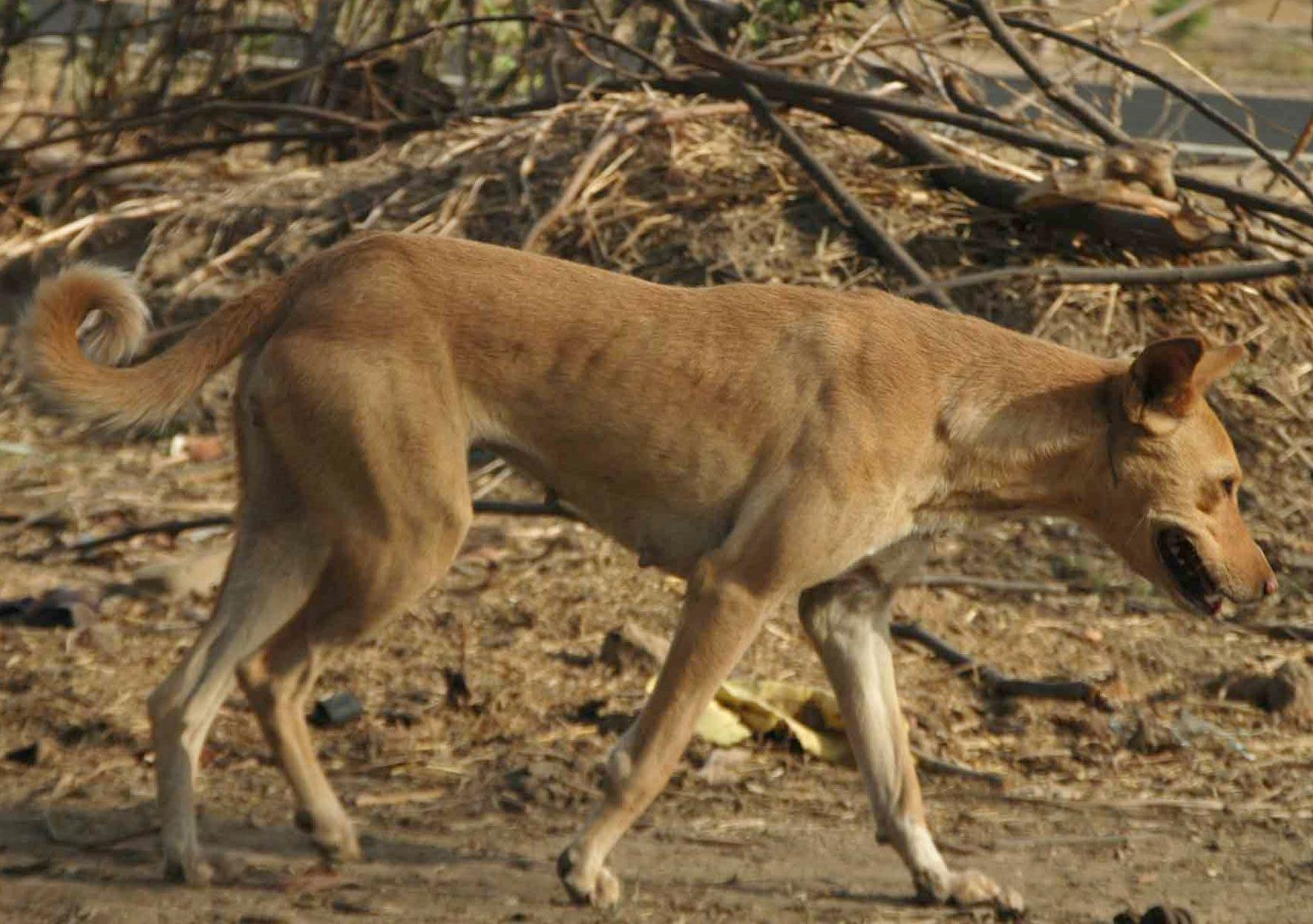
Gos pària famolenc a l'Índia central

En l'ecologia, un gos pària fa referència a aquell ca solitari amb l'estil de vida de la casta dels pàries: és a dir, que ocupa un nínxol ecològic que consisteix en alimentar-se dels residus provocats pels assentaments humans. S'han descrit també gats, ocells o senglars pàries, que entorpeixen la biodiversitat endèmica d'un ecosistema. Es considera que un percentatge força elevat dels gossos del món viuen en llibertat amb aquest règim alimentari.
Entre els experts en races de gossos aquest terme es refereix a nombroses races de gossos natives d'Àsia meridional incloent l'gos indi pària, que ha desenvolupat característiques especialitzades dins el nínxol pària. Addicionalment, aquest terme s'empra per a qualsevol gos que mostri una morfologia pària de llarg termini (LTPM), que són el conjunt de característiques fenotípiques del gos indi pària —sense tenir en compte el seu tipus de vida o els seus ancestres.

## Gossos ferals de l'Índia
Els gossos pària indis tenen típicament una mida mitjana i són de pelatge de color groc a bru. Els gossos ferals de l'Índia es creia que eren els avantpassats del Dingo australià. Malgrat això, l'any 2004 un estudi de l'ADN mitocondrial va trobar que els dingos es van originar a la Xina meridional i no pas a l'Índia, però la recerca genètica recent (2013) de l'ADN dels aborígens sembla donar suport a la conclusió que persones que van viatjar per mar des de l'Índia a Austràlia fa uns 4.000 anys van portar amb ells els seus gossos i que aquests són els avantpassats dels dingos.

## "Forma pària"
Els gossos pateners de tot el món s'ha dit que mostren la morfologia pària fins al punt que s'assemblen al gos pària de l'índia.

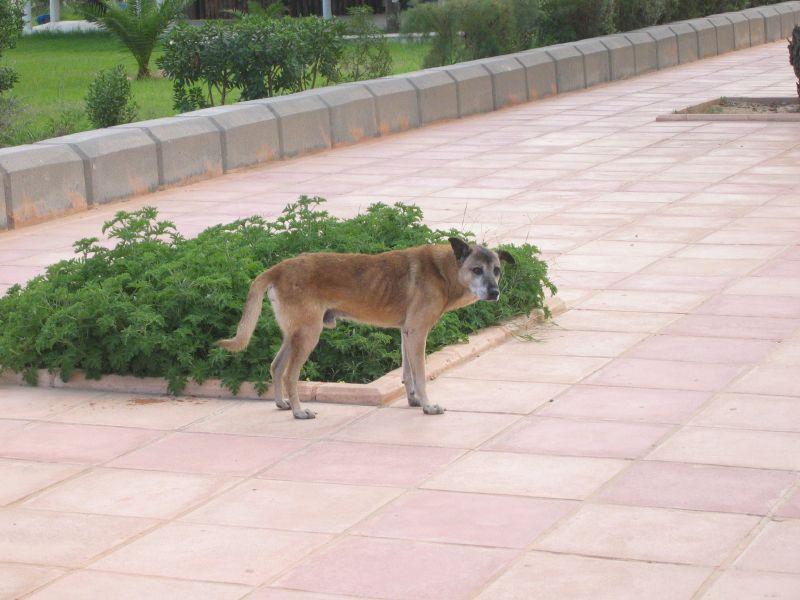
Algèria
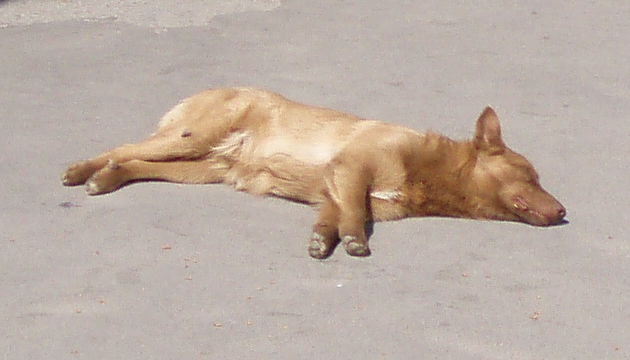
Atenes, Grècia
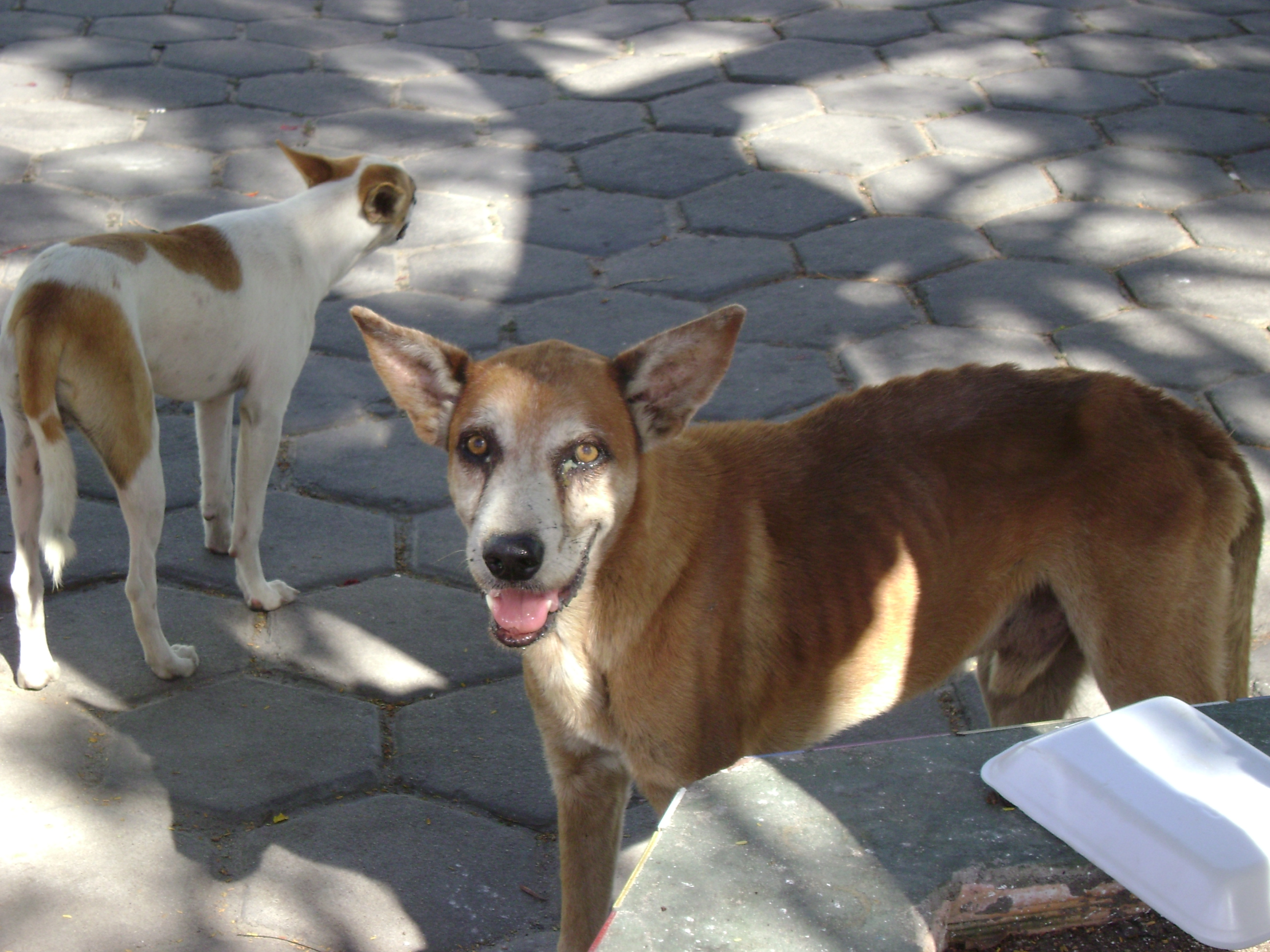
Brasil
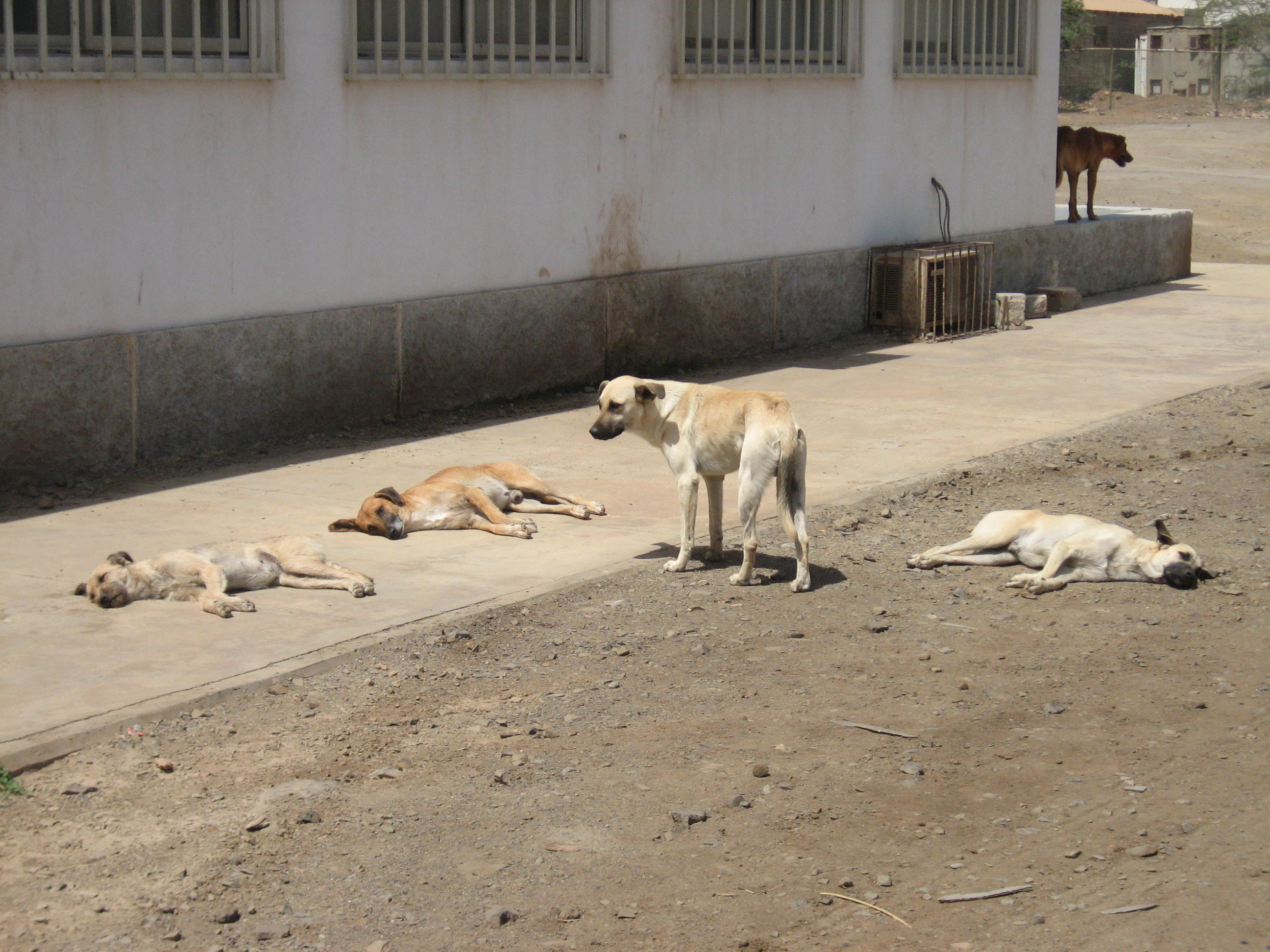
Cap Verd
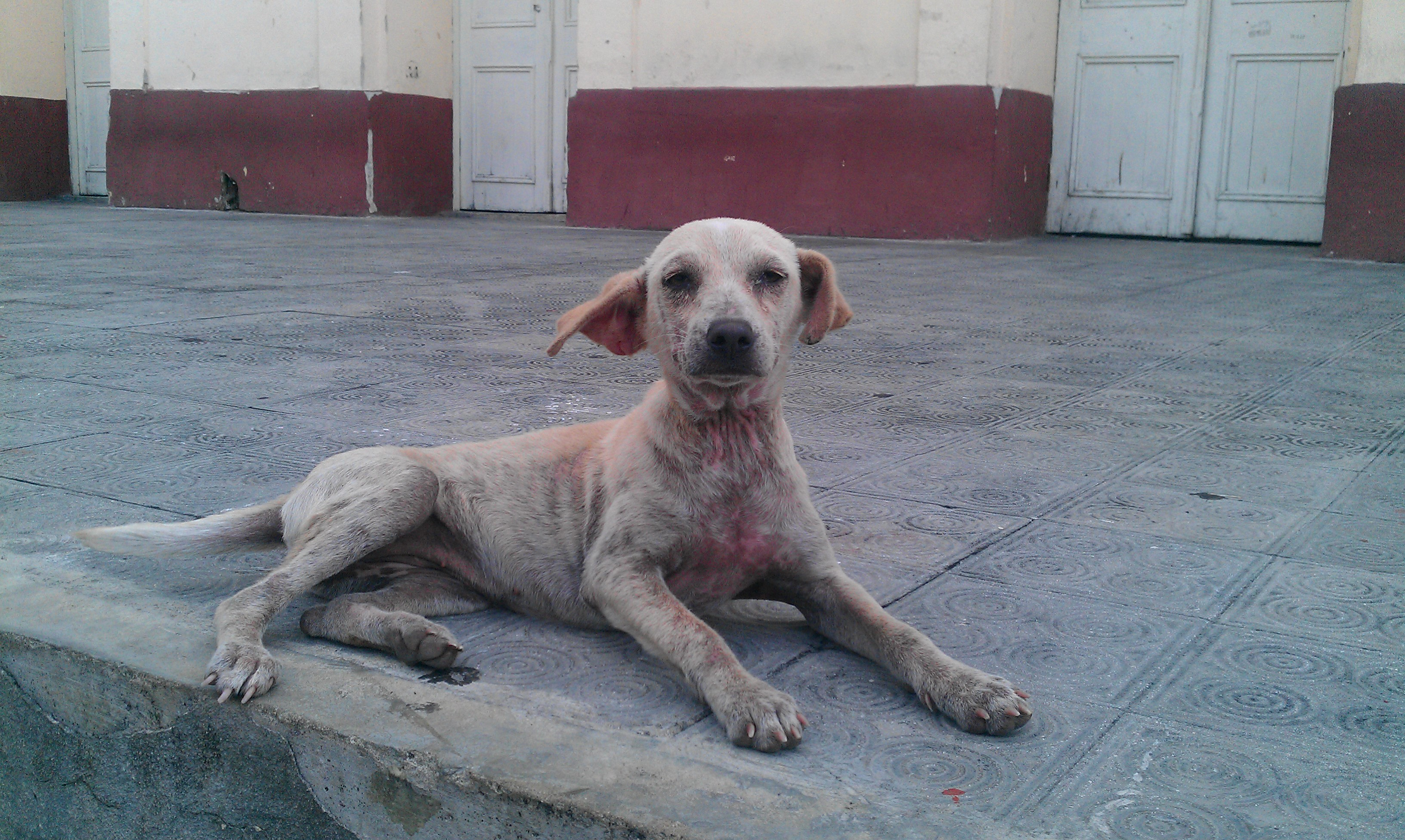
Cuba
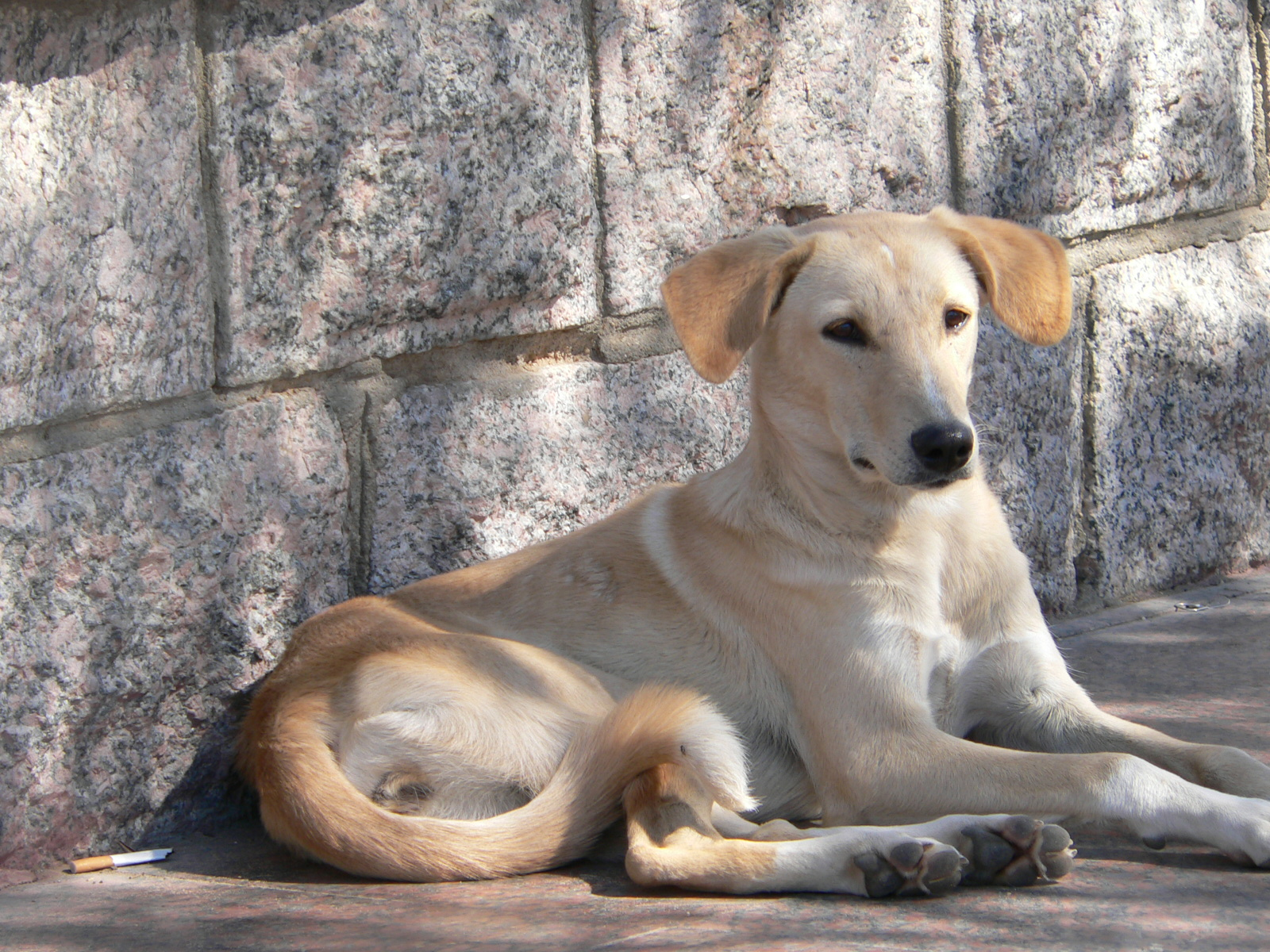
Egipte
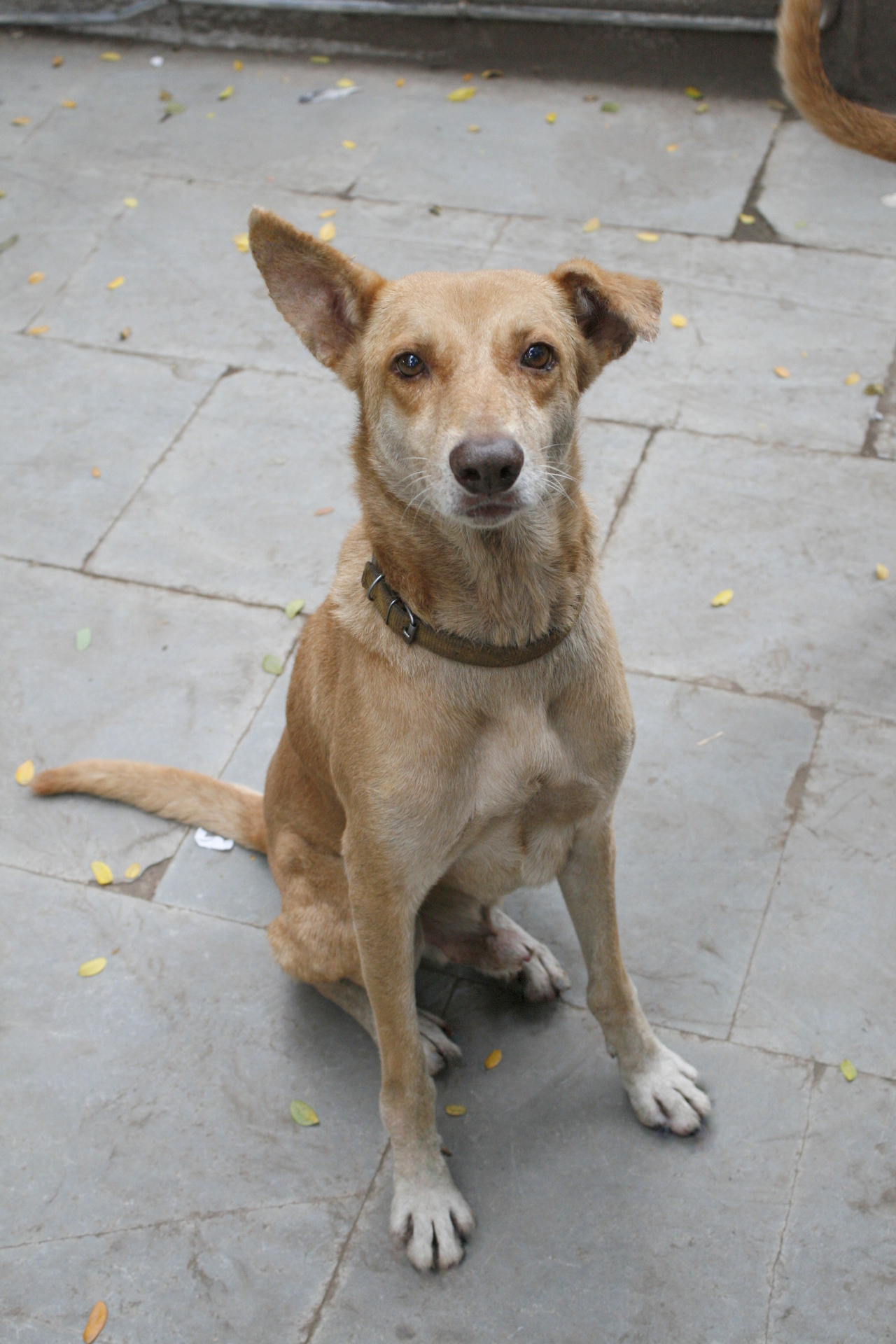
Índia
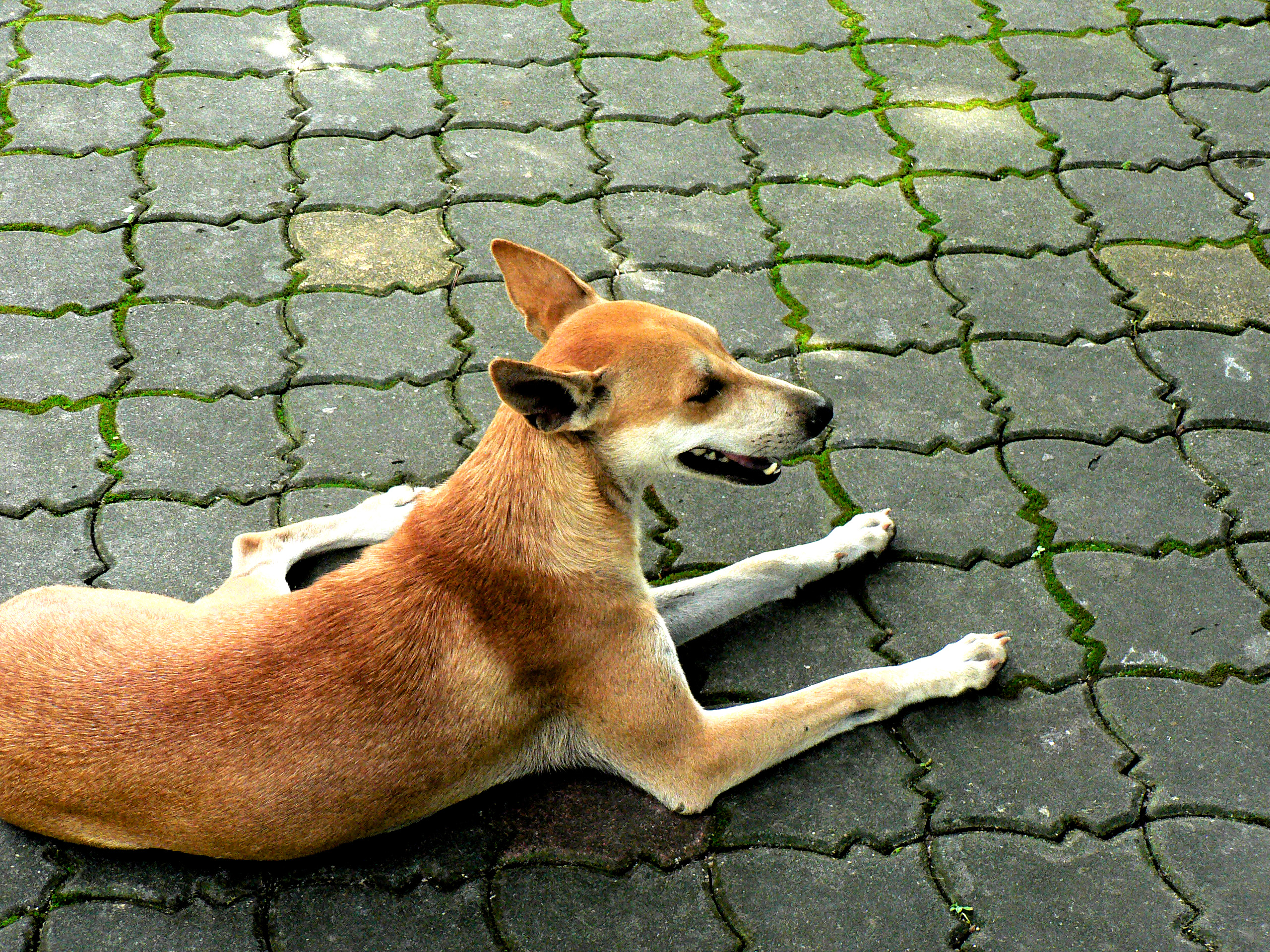
Malàisia
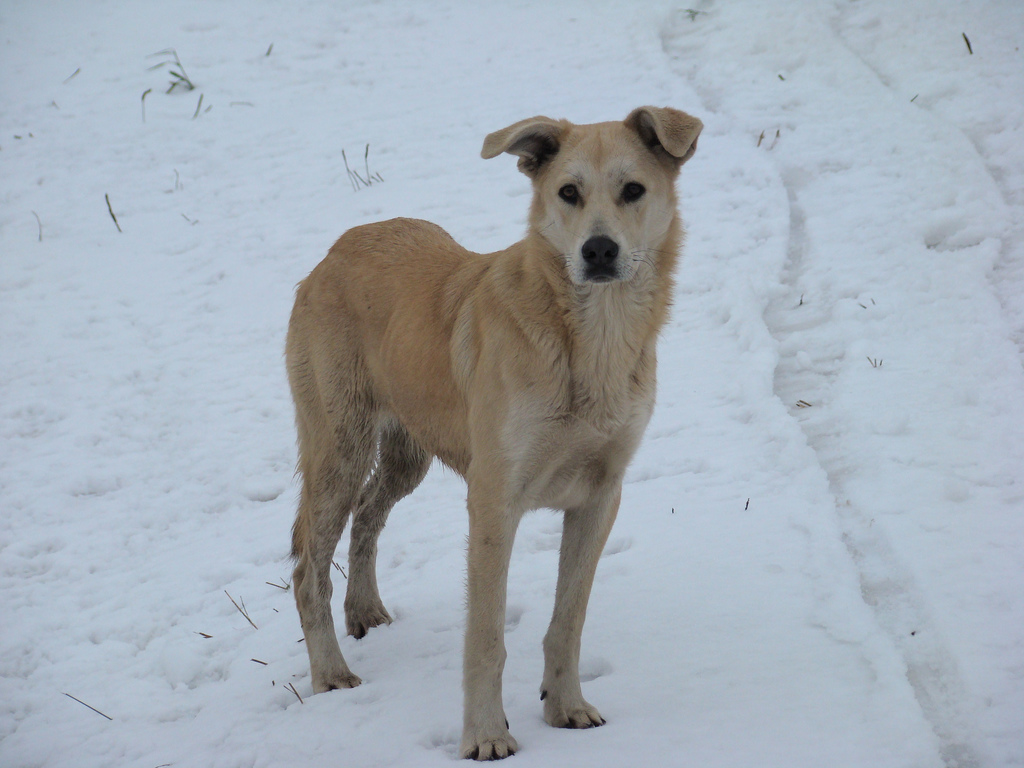
Moscow, Rússia
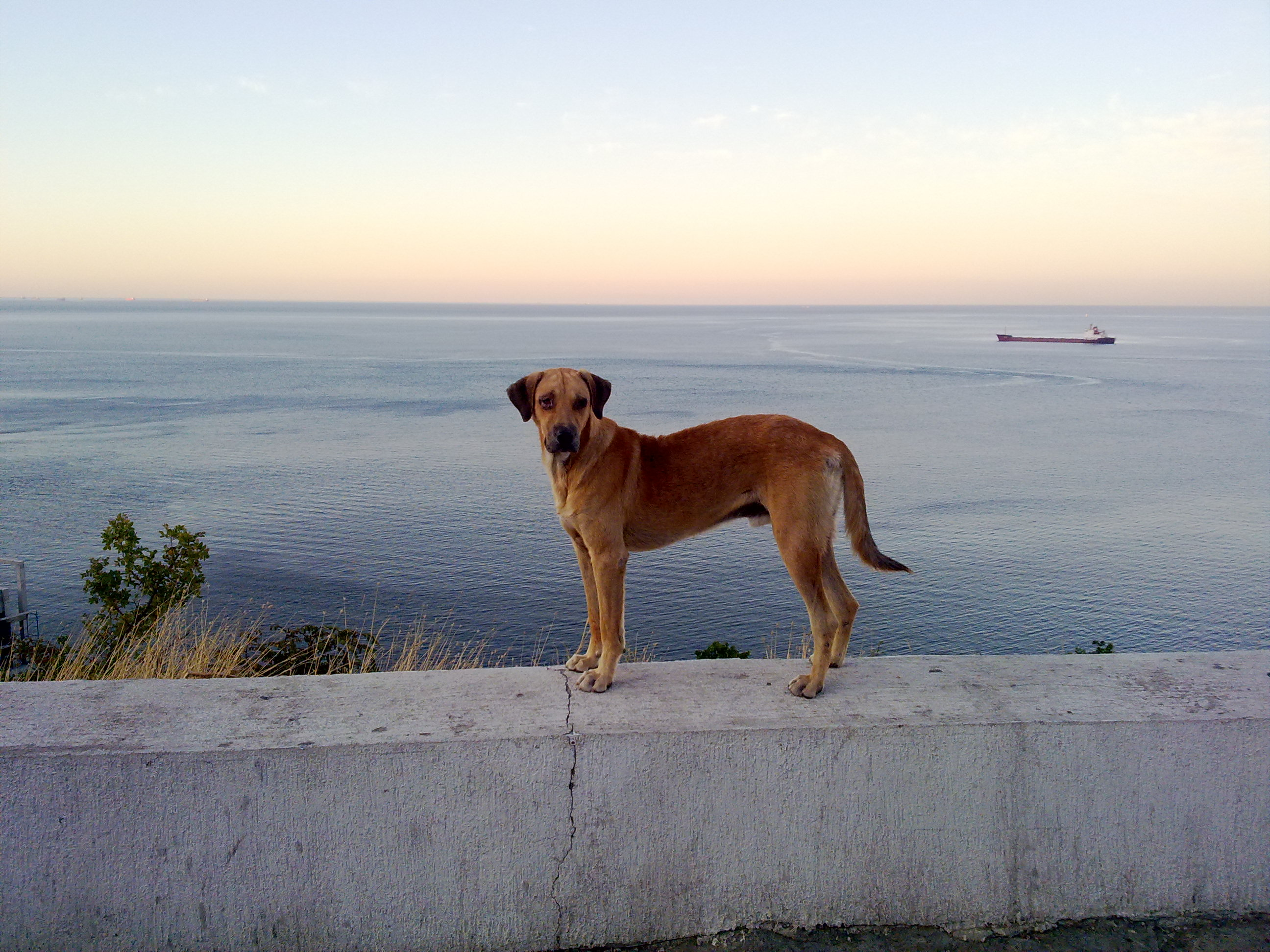
Novorossiysk, Rússia
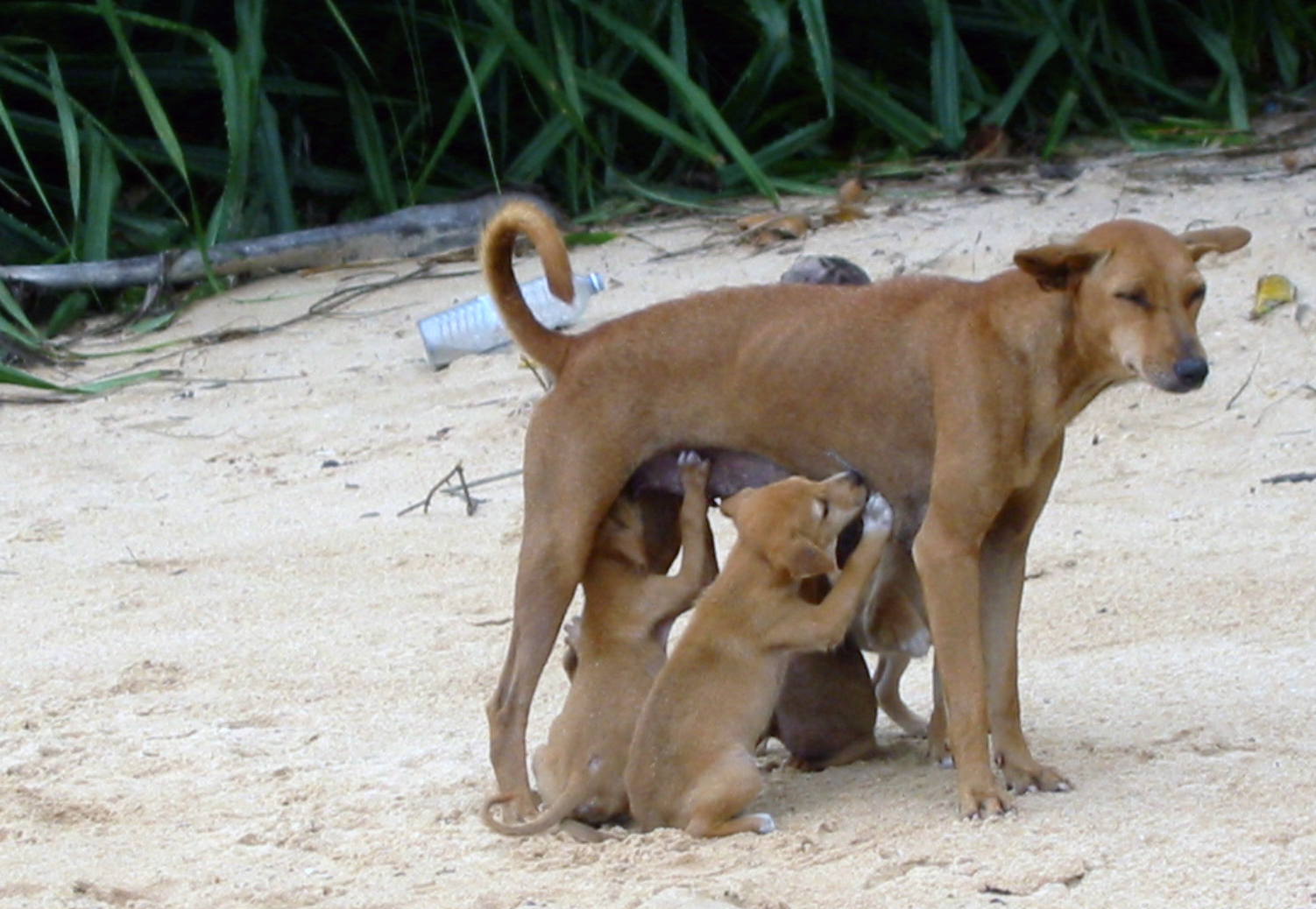
Sri Lanka
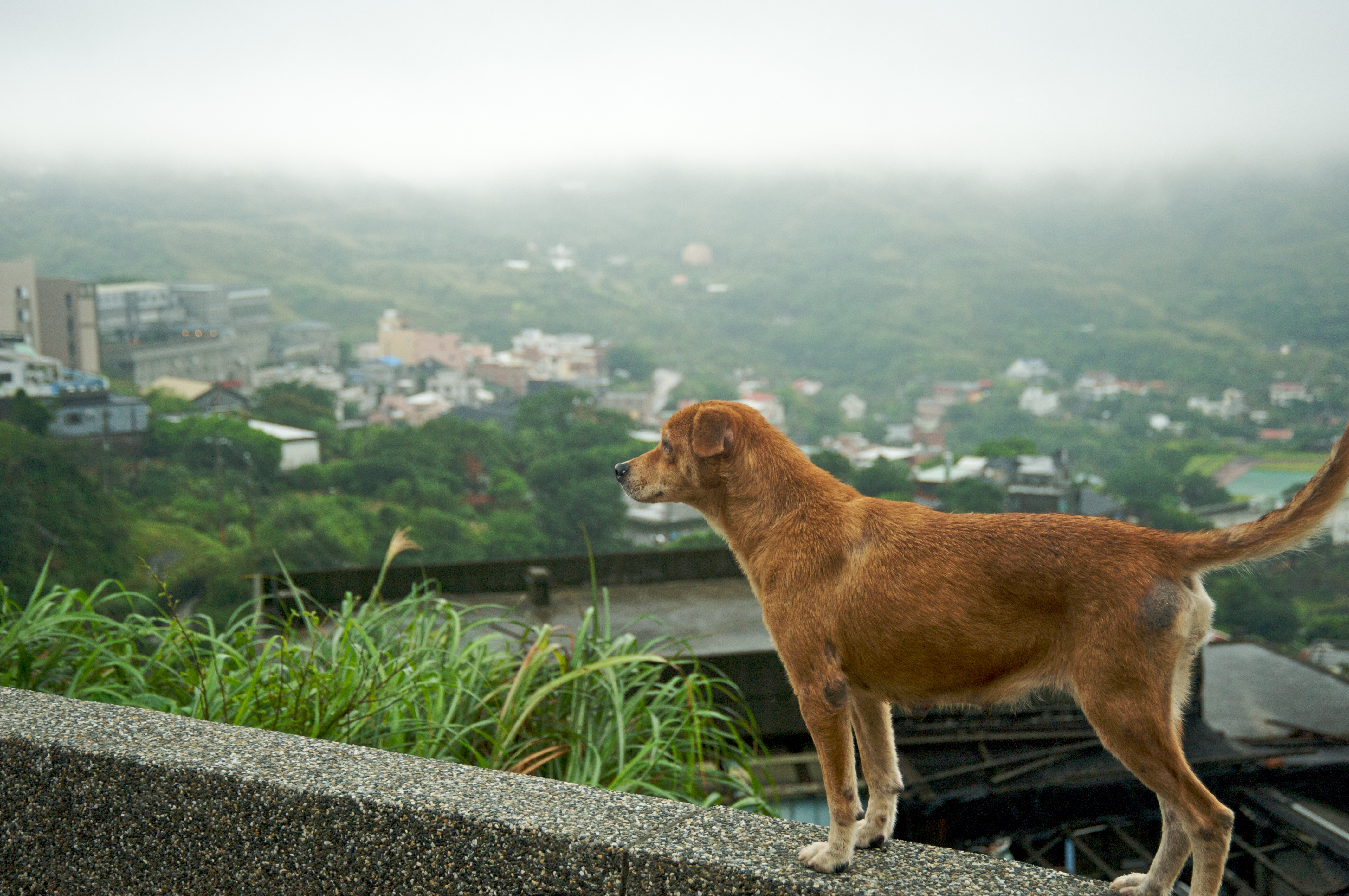
Taiwan
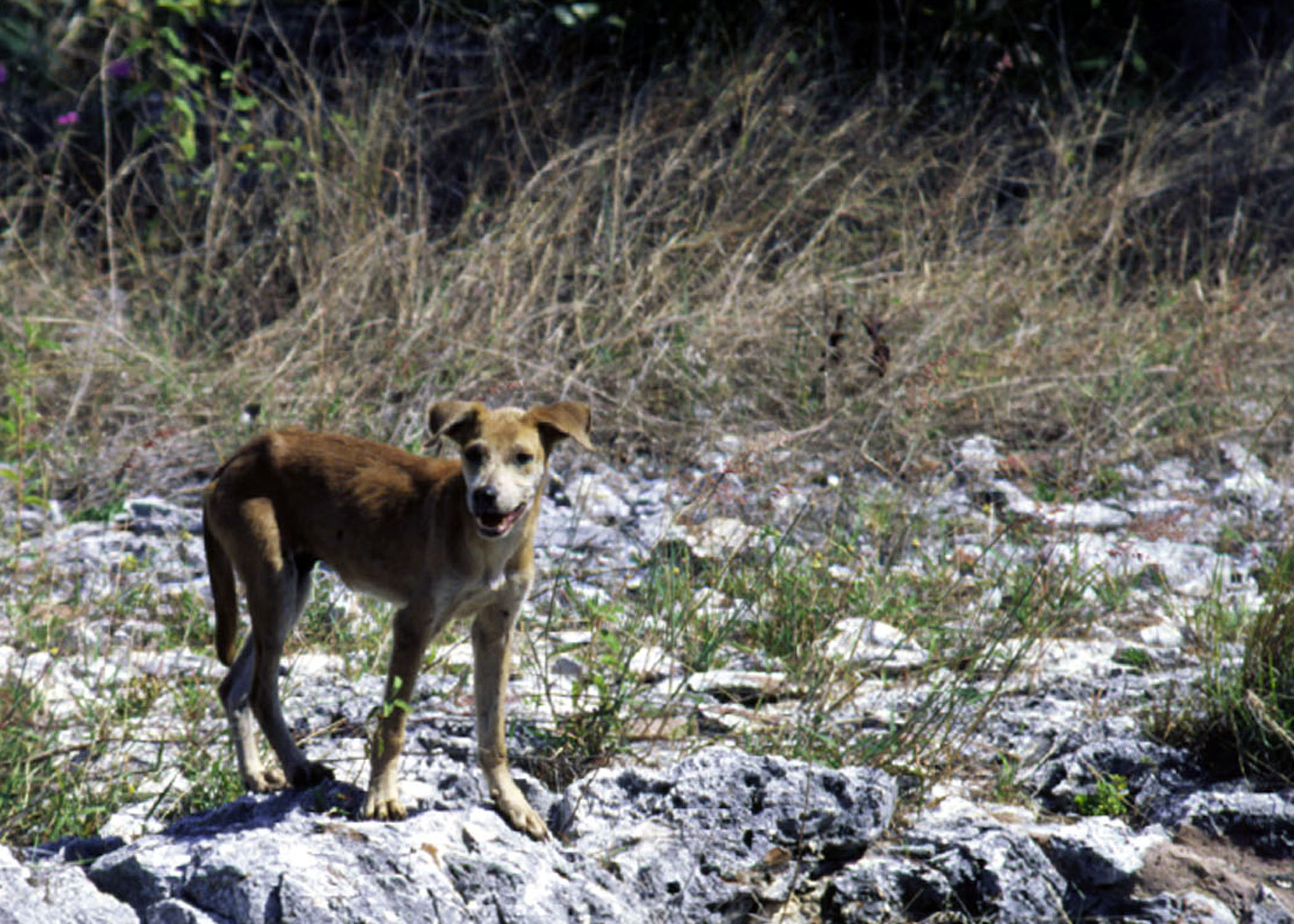
Estats Units
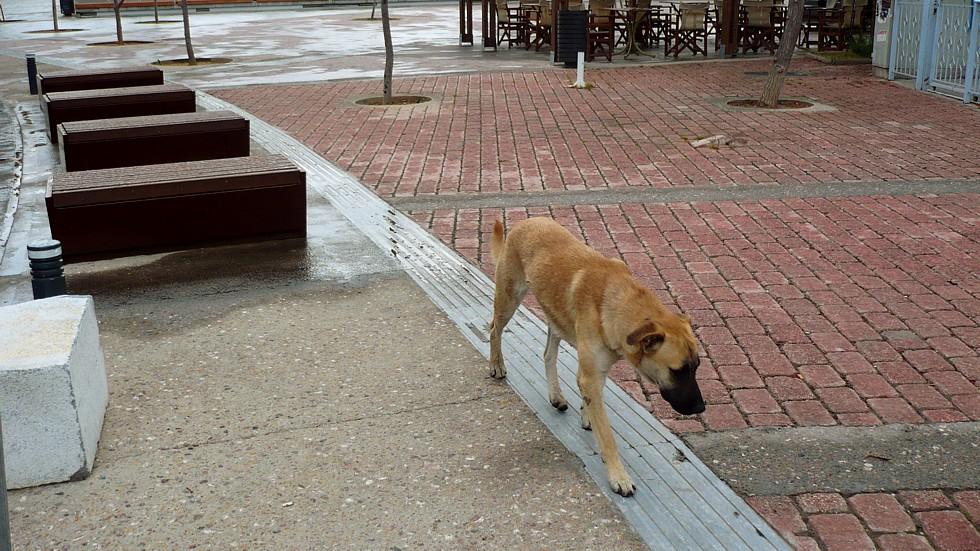
Vrilissia, Grècia